# Cymodocea
Cymodocea é um género de plantas marinhas pertencente à família Cymodoceaceae que inclui 4-5 espécies de ervas marinhas com distribuição natural nas águas quentes e temperadas de todos os oceanos.  

## Descrição
Plantas com rizoma monopódico. Caules vegetativos curtos, com numerosas cicatrizes foliares na base e com 2-4 folhas dísticas bem desenvolvidas. Folhas com 7-8 nervuras paralelas e iguais, com bainha aberta até à base.
O género foi descrito por Karl Dietrich Eberhard König e publicado em Annals of Botany 2: 96. 1805. A espécie tipo é Cymodocea aequorea.

## Espécies
As bases de dados taxonómicos AlgaeBase e WoRMS listam as seguintes espécies validamente descritas:
- Cymodocea angustata Ostenf., 1916
- Cymodocea isoetifolia Aschers., 1867
- Cymodocea nodosa (Ucria) Aschers, 1869
- Cymodocea rotundata Ehr. & Hempr. ex Aschers., 1870
- Cymodocea serrulata (R. Br.) Aschers. & Magnus, 1870